# Rockstar 101
Rockstar 101 ist ein Lied der barbadischen Sängerin Rihanna. Es wurde von Rihanna, Terius „The-Dream“ Nash und Christopher „Tricky“ Stewart geschrieben und ist Teil ihres vierten Studioalbums Rated R. Das Lied ist ein klassischer Hip-Hop-Titel, enthält aber ein Gitarren-Solo von Slash. Die dazugehörigen Remixe dagegen enthalten Elemente des Dubstep und der elektronischen Tanzmusik. Unter anderem waren an ihnen Dave Audé und Mark Picchiotti beteiligt.
Nach seiner Veröffentlichung am 25. Mai 2010 erreichte das Lied direkt Platz zwei der US-Dance Charts und Platz 65 der Billboard Hot 100 sowie Platz 24 in Australien.

## Hintergrund und Veröffentlichung
Rihanna schrieb den Song zusammen mit Terius „The-Dream“ Nash und Christopher „Tricky“ Stewart. Die Aufnahmen erfolgten in den Serenity Sound Studios in Los Angeles, Kalifornien, im Boom Boom Room in Burbank, Kalifornien und den Triangle Sound Studios in Atlanta, Georgia. Produzent waren neben Nash und Stewart Makeba Riddick, der sich vor allem um den Gesang kümmerte. Das Lied wurde von Jaycen Joshua in den Larrabee Studios in Universal City, Kalifornien gemixt. Assistent war Giancarlo Lino. Als Toningenieure waren Marcus Tovar, Brian „B-LUV“ Thomas, Andrew Wuepper und Chris „TEK“ O’Ryan
beteiligt. Ein Gitarrensolo stammt vom Gitarristen Slash.
Ryan Seacrest gab die Veröffentlichung der Single bekannt, nachdem Rihanna das Lied erstmals am 7. April 2010 bei American Idol live sang. Es handelt sich um die vierte Single des Albums Rated R in den Vereinigten Staaten und die fünfte Single aus dem Album weltweit. Die Single erschien am 18. Mai 2010 als Download und wurde am gleichen Tag auch erstmals im Radio gespielt. Eine Woche später erschien die EP Rockstar 101: The Remixes mit zwölf verschiedenen Versionen von Rockstar 101 über Rihannas Label Def Jam Recordings.
Rihanna stellte das Lied auch auf ihrer Last Girl on Earth Tour vor.
Das Lied wurde verwendet, um die bevorstehenden Shows Nikita und MTV Video Music Awards 2010 zu werben.

## Musik
Musikalisch ist das Lied im Gegensatz zu ihren eher R&B-orientierten Arbeiten auf früheren Alben klar dem Hip-Hop zuzuordnen. Zudem enthält das Lied mit Slashs Gitarrensolo einen überraschenden Hard-Rock- und Metal-Einfluss, der das Lied sehr aggressiv erscheinen lässt. Dies passt gut zur Grundausrichtung des Albums. Kontrollierte Aggression ist dort eines der Hauptthemen des Albums. In dem Lied tritt sie sehr selbstbewusst und aggressiv auf. Nur noch wenig sei von dem warmherzigen, karibischen Flair der früheren Alben erhalten geblieben. Musikkritiker konstatieren, diese aggressive Herangehensweise, die besonders in diesem Lied zu spüren ist, seien beeinflusst von der Attacke ihres Exfreundes Chris Browns. Dieser hatte die Sängerin im Februar 2009 vor der Oscar-Verleihung körperlich angegriffen und wurde deshalb von ihr wegen Körperverletzung angeklagt.

## Musikvideo

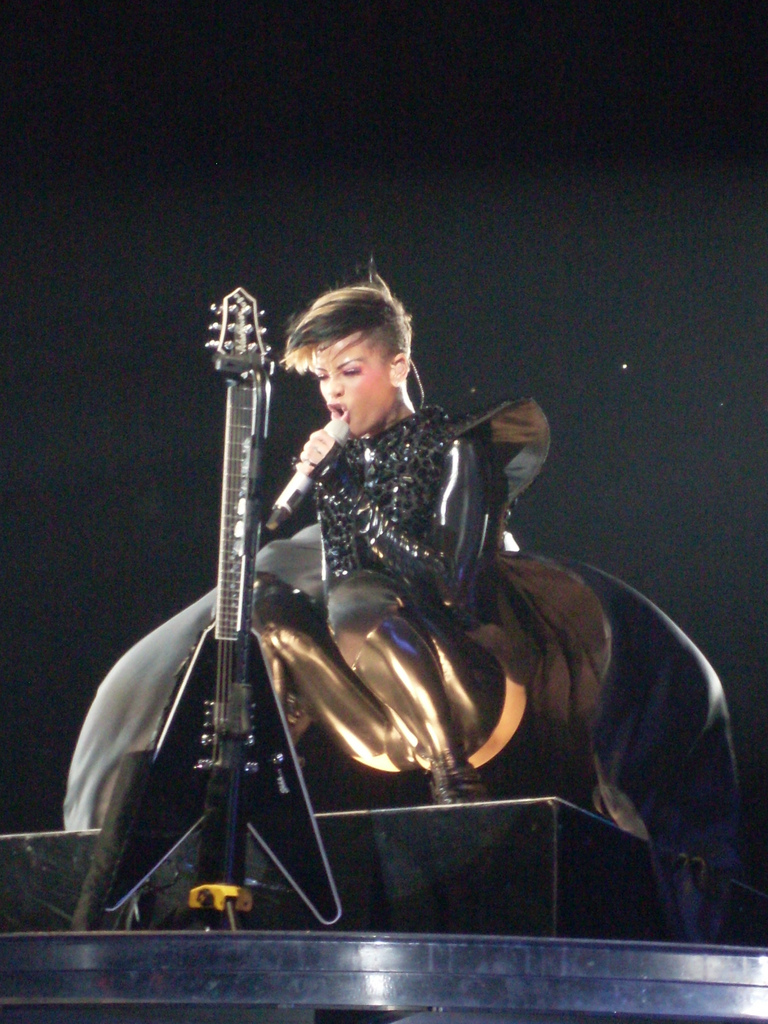
Rihanna singt „Rockstar 101“ während ihrer Last-Girl-on-Earth-Tour in Antwerpen, Belgien.

Das Musikvideo zu Rockstar 101 wurde im April 2010 gedreht. Regie führte Melina Matsoukas, die schon bei Rihannas letzten Musikvideos zu Hard und Rude Boy Regie führte. Am 19. Mai 2010 wurde ein 30-sekündiger Clip des Musikvideos im Internet veröffentlicht, zusammen mit einem Video, das einen Blick hinter die Kulissen beim Videodreh zeigte. Das ganze Musikvideo hatte seine Premiere am 25. Mai 2010 auf der Videowebsite Vevo.
Das Musikvideo ist sexuell aufgeladen und enthält Elemente der Gothic- und BDSM-Szene, wie Bondage, Lack und Leder. Zudem tritt Rihanna als Rockstar mit richtiger Band auf. Im Musikvideo zeigt sich Rihanna in acht verschiedenen Szenen, ihr Körper ist schwarz mit Farbe angemalt und in einigen Szenen zeigt sich Rihanna komplett nackt und verhüllt mit Gegenständen den Blick auf intime Stellen. Während dieser Szenen ist Rihanna schwarz angemalt. Dazu trägt sie Ketten und eine Dornenkrone, die beide von Schmuckdesigner Fannie Schiavoni hergestellt wurden. In einer Szene im Wald imitiert Rihanna Slash mit seinem klassischen langen Haaren und einer Sonnenbrille, der Gitarrist selbst erscheint nicht im Video. In weiteren Szenen spielt Rihanna eine schwarze E-Gitarre und zerstört sie später. Blink-182-Schlagzeuger Travis Barker hat auch einen Cameo-Auftritt als Schlagzeuger von Rihannas Rockband.
Als Inspiration für das Musikvideo nennt Rihanna viele Rockmusiker und Rockbands, wie Nine Inch Nails und The Bravery. Kurz nach der Veröffentlichung des Musikvideos erklärte der Guns-N’-Roses-Gitarrist Slash, dass er beeindruckt sei, wie Rihanna ihn imitiert habe. Damit würde sie eine sexuelle Komponente ins Video bringen, die er so nicht hätte umsetzen können. Am 13. Juni feierte das Musikvideo seine Premiere bei 4Music im britischen Fernsehen.

## Kritiken
Das Lied wurde von den Kritikern sehr gemischt aufgenommen. Ann Powers schrieb in der Los Angeles Times, dass Slashs Performance verzichtbar sei. Rihanna würde ihn nicht brauchen, sondern könne alleine auf dem Song bestehen. Jon Pareles von The New York Times lobte die starken Akkorde des Liedes, ähnlich wie Leah Greenblatt von der Entertainment Weekly. Emily Tarantella von PopMatters lobte das Lied als „brillante Angeberei“.

## Kommerzieller Erfolg

### Chartplatzierungen
Rockstar 101 gelangte als erstes wenige Wochen nach seiner Veröffentlichung auf Platz 2 der US-Dance Charts. In der Woche zum 14. August 2010 debütierte Rockstar 101 auf Platz 99 der Billboard Hot 100 und auf Platz 64 der amerikanischen Digital Hot 100. Später erreichte das Lied in den Hot 100 Platz 64 und blieb fünf Wochen insgesamt in den Charts. In Australien debütierte das Lied am 22. August 2010 auf Platz 50 und erreichte später Platz 24.
| ChartsChartplatzierungen       | Höchstplatzierung | Wochen |
| ------------------------------ | ----------------- | ------ |
| Vereinigte Staaten (Billboard) | 64 (5 Wo.)        | 5      |

### Auszeichnungen für Musikverkäufe
Bis zum September 2010 verkaufte sich das Lied 377.000 mal in den USA. Im Juni 2015 wurde es mit einer Platin-Schallplatte für mehr als eine Million verkaufter Einheiten in den Vereinigten Staaten ausgezeichnet.
| Land/Region               | Auszeichnungen für Musikverkäufe (Land/Region, Auszeichnung, Verkäufe) | Verkäufe  |
| ------------------------- | ---------------------------------------------------------------------- | --------- |
| Vereinigte Staaten (RIAA) | Platin                                                                 | 1.000.000 |
| Insgesamt                 | 1× Platin ·                                                            | 1.000.000 |

## Liveversionen
Rihanna trug das Stück erstmals am 7. April 2010 bei American Idol vor. Statt Slash trat Nuno Bettencourt (ex-Extreme) mit ihr auf.
Rihanna spielte das Lied auf ihrer Last Girl on Earth Tour, die vom 16. April 2010 bis zum 12. März 2011 andauerte. Auch auf der Diamonds World Tour von März bis November 2013 wurde das Lied gespielt, ebenso auf der Monster Tour zusammen mit Eminem, dort allerdings in einem Medley mit All of the Lights.